# Campionati europei di corsa in montagna 2001
I VII Campionati europei di corsa in montagna si sono disputati a Cerklje na Gorenjskem, in Slovenia, il 1º luglio 2001 con il nome di European Mountain Running Trophy 2001. Il titolo maschile è stato vinto da Antonio Molinari, quello femminile da Svetlana Demidenko. 

## Uomini Seniores
Individuale
| Pos.    | Atleta           | Nazione     | Tempo  |
| ------- | ---------------- | ----------- | ------ |
| Oro     | Antonio Molinari | Italia      | 49'47" |
| Argento | Martin Bajcicak  | Slovacchia  | 50'01" |
| Bronzo  | Raymond Fontaine | Francia     | 50'14" |
| 4       | Helmut Schmuck   | Austria     | 50'42" |
| 5       | Sylvain Richard  | Francia     | 50'48" |
| 6       | Martin Cox       | Inghilterra | 50'52" |
| 7       | Marco De Gasperi | Italia      | 50'57" |
| 8       | Marco Gaiardo    | Italia      | 51'01" |
| 9       | Emanuele Manzi   | Italia      | 51'30" |
| 10      | Alexis Gex-Fabry | Svizzera    | 51'40" |

Squadre
| Pos.    | Squadra | Punti |
| ------- | ------- | ----- |
| Oro     | Italia  | 16    |
| Argento | Francia | 19    |
| Bronzo  | Austria | 31    |

## Donne Seniores
Individuale
| Pos.    | Atleta                 | Nazione     | Tempo    |
| ------- | ---------------------- | ----------- | -------- |
| Oro     | Svetlana Demidenko     | Russia      | 56'30"   |
| Argento | Angela Mudge           | Scozia      | 57'08"   |
| Bronzo  | Catherine Lallemand    | Belgio      | 57'28"   |
| 4       | Pierangela Baronchelli | Italia      | 58'39"   |
| 5       | Izabela Zatorska       | Polonia     | 59'14"   |
| 6       | Ludmilla Melicherova   | Slovacchia  | 59'31"   |
| 7       | Lucinda Moreiras       | Portogallo  | 1h00'33" |
| 8       | Corinne Raux           | Francia     | 1h00'36" |
| 9       | Isabelle Guillot       | Francia     | 1h01'21" |
| 10      | Charlotte Sanderson    | Inghilterra | 1h01'30" |

Squadre
| Pos.    | Squadra     | Punti |
| ------- | ----------- | ----- |
| Oro     | Francia     | 30    |
| Argento | Inghilterra | 37    |
| Bronzo  | Italia      | 45    |

## Medagliere
| Posizione | Paese       | Oro | Argento | Bronzo | Totale |
| --------- | ----------- | --- | ------- | ------ | ------ |
| 1         | Italia      | 2   | 0       | 1      | 3      |
| 2         | Francia     | 1   | 1       | 1      | 3      |
| 3         | Russia      | 1   | 0       | 0      | 1      |
| 4         | Inghilterra | 0   | 1       | 0      | 1      |
| 4         | Scozia      | 0   | 1       | 0      | 1      |
| 4         | Slovacchia  | 0   | 1       | 0      | 1      |
| 7         | Austria     | 0   | 0       | 1      | 1      |
| 7         | Belgio      | 0   | 0       | 1      | 1      |